# Leucodon jaegerinaceus
Leucodon jaegerinaceus är en bladmossart som beskrevs av Hiroyuki Akiyama 1988. Leucodon jaegerinaceus ingår i släktet Leucodon och familjen Leucodontaceae. Inga underarter finns listade i Catalogue of Life.